# Frescati

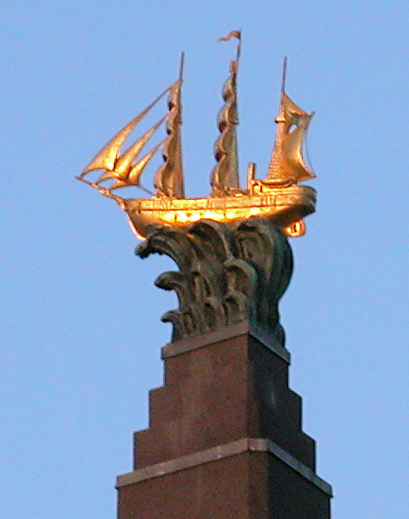
Das Vega-Monument von Ivar Johnsson vor dem Naturhistorischen Reichsmuseum

Frescati ist ein Gebiet im Stadtteil Norra Djurgården im Nordosten Stockholms, wo u. a. das Naturhistoriska riksmuseet, die Universität Stockholm, die Königlich Schwedische Akademie der Wissenschaften und ein großes Studentenwohngebiet liegen. Das Gebiet wurde vom König Gustav III. nach einem italienischen Vorbild benannt.
Teil des Stadtteils ist ebenfalls der Bergianska trädgården (Stockholms botanischer Garten) und das Gebiet Lappkärrsberget und Ekhagen. 
Lappkärrsberget, umgangssprachlich bei den Stockholmer Studenten als „Lappis“ bekannt, bezeichnet die geschlossene Anlage von mehreren Studentenwohnheimen in Stockholm, welche von 2000 Studenten und Universitätsangestellten bewohnt wird. Sie liegt in unmittelbarer Nähe zur Stockholmer Universität. Kuriosum ist das wöchentliche Schreien aus dem Fenster, welches immer dienstags um 22 Uhr stattfindet.